# Nigel Osborne

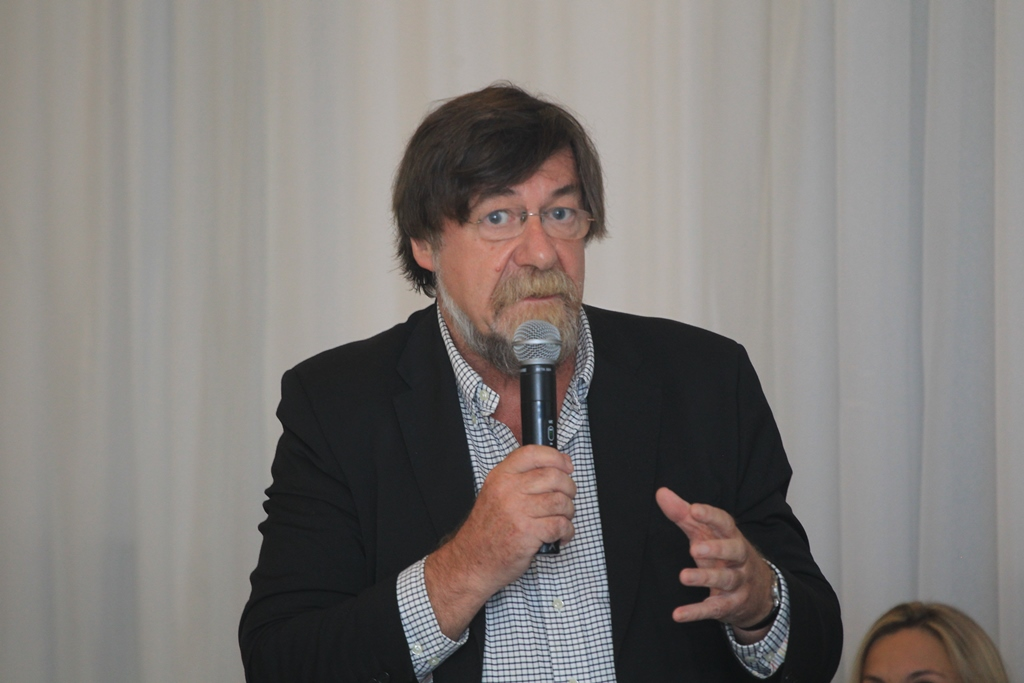
Nigel Osborne

Nigel Osborne MBE (* 23. Juni 1948 in Manchester) ist ein englischer Komponist.

## Leben
Osborne studierte unter anderem an der University of Edinburgh Komposition. Seine Dozenten waren Kenneth Leighton, Egon Wellesz oder Witold Rudziński.
Die Werke von Nigel Osborne wurden bzw. werden weltweit von zahlreichen, international renommierten Ensembles und Orchestern gespielt, wie beispielsweise vom Berliner Symphonie-Orchester, dem Moskauer Philharmonischen Orchester oder den Londoner Philharmonikern.
Er ist Träger etlicher Auszeichnungen wie unter anderem dem Opernpreis von Radio Suisse Romande und der Stadt Genf oder dem Koussevitzky Award der Library of Congress in Washington, D.C. Ferner setzt sich Osborne für die Anwendung der Musiktherapie zur Rehabilitation von Traumapatienten, insbesondere bei Kindern in Kriegs- und Krisenregionen ein.
Er war bis 2012 Reid-Professor für Musik an der Universität von Edinburgh, lehrt aber auch an anderen Hochschulen wie an der Hochschule für Musik und Theater in Hannover.

## Werke
Opern:
- Hell’s Angels, Kammeroper in zwei Akten, 1986
- The Electrification of the Soviet Union (deutsch Die Elektrifizierung der Sowjetunion), Oper in zwei Akten, 1987
- Terrible Mouth, Oper in einem Akt, 1992[5]

Daneben ist er Komponist zahlreicher Musikstücke für Soloinstrumente, Kammerensemble, Orchester und Gesang.